# Грегъри Дейвид Робъртс
Грегъри Дейвид Робъртс (на английски: Gregory David Roberts) е австралийски сценарист и писател в жанра „съвременен роман“. Известен е с бестселъра си „Шантарам“.

## Биография и творчество
Грегъри Дейвид Робъртс (сега Грегъри Джон Питър Смит) е роден на 21 юни 1952 г. в Мелбърн, Австралия. Учи в Университета на Мелбърн, където участва в леви и анархистични групи.
В резултат на развода си през 1976 г. и отнемането на родителските му права върху дъщеря му той се обръща към наркотиците и придобива хероинова зависимост. Участва в 24 банкови обира, като използва фалшив пластмасов пистолет, а заради учтивото му поведение по време на обирите придобива названието „Бандитът джентълмен“. През 1978 г. е заловен и осъден на 19 години затвор. Лежи в затвора в Пентридж, където преподава грамотност на затворниците. Две години по-късно успява да избяга в Индия, където живее в продължение на десет години.
Първо живее в отдалечено село в Махаращра в продължение на шест месеца, където научава езиците хинди и маратхи. Създава безплатна клиника в бедняшки квартал на Мумбай. Работи като аниматор в Мумбай и във филмовата индустрия на Боливуд, като се появява в няколко филма. Нает е от мафията в Бомбай за работа с незаконни паспорти и валута.
След време се мести в Германия, където започва да работи като певец в рок група. С течение на времето полицията научава за истинската му самоличност и го арестува, но той успява да избяга от ареста още два пъти в Италия и Швейцария, след което се връща Мумбай.
Започва да се занимава с контрабанда на наркотици за Европа. През 1990 г. е заловен от властите на Франкфурт на Майн и лежи в затвора две години. След това е изпратен в Австралия и е наказан с 6 години затвор, от които две години строг тъмничен затвор заради бягството. В затвора решава да промени начина си на живот, да излежи присъдата и да оправи отношенията с дъщеря си. Докато е там започва да пише романа си „Шантарам“, което означава „човек на мира“. В него чрез измислени герои описва реални събития от живота си и разкрива живота около наркотиците, престъпността, насилието и, в крайна сметка, постигнатото изкупление. Ръкописът му на два пъти е унищожаван от надзирателите.
Освободен е през 1997 г. Продължава да работи усилено, за да подпомогне родителите си. През 1999 г. основава собствена мултимедийна компания „Спиншутърс Пти“, с която работи до 2003 г.
След няколко години завършва романа си, който е публикуван през 2003 г. Романът става международен бестселър. Филмовите права са закупени от „Warner Brothers“, заедно с написания от него сценарий, за 2 млн. долара.
След публикацията се завръща в Мумбай, където основава благотворителен фонд за подпомагане и грижи за бедните. По-късно е нает за президент на благотворителния фонд „Надежда за Индия“.
От 2010 г. е изпълнителен директор на мултимедийната компания „Стрийт Булет Пикчърс“.
Грегъри Дейвид Робъртс живее в Лондон.

## Произведения

### Серия „Шантарам“ (Shantaram)
1. Shantaram (2003)
Шантарам, изд. „Orgon“ (2010), прев. Светлана Комогорова – Комата
2. The Mountain Shadow (2012)
Сянката на планината, изд. „Zамония“ (2017), прев. Светлана Комогорова – Комата